# Стіллвотер (Пенсільванія)
Стіллвотер (англ. Stillwater) — місто (англ. borough) в США, в окрузі Колумбія штату Пенсільванія. Населення — 199 осіб (2020).

## Географія
Стіллвотер розташований за координатами 41°9′6″ пн. ш. 76°22′30″ зх. д. / 41.15167° пн. ш. 76.37500° зх. д. (41.151551, -76.375083).  За даними Бюро перепису населення США в 2010 році місто мало площу 8,17 км², з яких 8,06 км² — суходіл та 0,11 км² — водойми.

## Демографія
Згідно з переписом 2010 року, у селищі мешкало 209 осіб у 87 домогосподарствах у складі 61 родини. Густота населення становила 26 осіб/км².  Було 103 помешкання (13/км²).
Расовий склад населення:
| - 97,6 % — білих - 1,4 % — чорних або афроамериканців |

До двох чи більше рас належало 0,5 %. Частка іспаномовних становила 1,0 % від усіх жителів.
За віковим діапазоном населення розподілялося таким чином: 19,1 % — особи молодші 18 років, 65,1 % — особи у віці 18—64 років, 15,8 % — особи у віці 65 років та старші. Медіана віку мешканця становила 42,6 року. На 100 осіб жіночої статі у селищі припадало 90,0 чоловіків;  на 100 жінок у віці від 18 років та старших — 85,7 чоловіків також старших 18 років.
Середній дохід на одне домашнє господарство  становив 61 839 доларів США (медіана — 63 036), а середній дохід на одну сім'ю — 63 389 доларів (медіана — 62 250). За межею бідності перебувало 6,5 % осіб, у тому числі 0,0 % дітей у віці до 18 років та 13,3 % осіб у віці 65 років та старших.
Цивільне працевлаштоване населення становило 98 осіб. Основні галузі зайнятості: освіта, охорона здоров'я та соціальна допомога — 32,7 %, виробництво — 27,6 %, роздрібна торгівля — 13,3 %, публічна адміністрація — 7,1 %.